# 쓰바사군
쓰바사군(일본어: 翼軍 쓰바사군[*], 영어: Tsubasa Baseball Club)는 1936년부터 1940년까지 5년간 존재했던 일본 프로 야구의 일본 야구 연맹 소속 구단이다.
전후 새로 태어난 세네터스(현재의 홋카이도 닛폰햄 파이터스)는 쓰바사군과는 직접적인 계보는 없지만 쓰바사군 출신이 세네터스의 창립에 참여했다.

## 구단의 역사
1936년 일본 야구 연맹 결성의 중심점이었던 쇼리키 마쓰타로는 스스로 오너가 된 도쿄 자이언츠에 대한 '수도권 지역의 라이벌'이 필요하다고 판단해 정치인인 아리마 요리야스에게 요구했고, 구제 세이부 철도(세이부 철도와 합병하기 전의 다른 회사로 현재의 세이부 철도 신주쿠 선을 운영하고 있었음)의 후원으로 도쿄 세네터스(東京セネタース, Tokio Senators, 회사명 도쿄야구협회(東京野球協会, TOKIO BASEBALL ASSOCIATION))로 설립되었다.
세네터(Senator)는 미국의 상원 의원을 가리키는데, 당시 소유자였던 아리마가 귀족원의 의원이었고 구단주로 아리마의 동생이자 같은 귀족원의 의원인 안도 노부아키가 취임했다. 이 때문에 귀족원이 실질적으로 상원과 비슷하여 메이저 리그 베이스볼의 워싱턴 세네터스(현재의 미네소타 트윈스)를 본받아 명칭이 붙었다고 한다.
연고지는 도쿄부 도쿄시 스기나미구에 있던 가미니구사 구장이었다.
창단 당시의 멤버는 후일 팀의 감독을 역임하게 되는 요코자와 사부로와 요코자와 시로, 요코자와 시치로 형제, 가리타 히사노리, 노구치 아키라 등이 있었다.
1940년 10월 17일 전쟁의 영향으로 구단 이름을 모두 일본어로 바꾸도록 하는 지시가 내려오자 부득이하게 쓰바사군(翼軍)으로 개명했다(이 명칭은 아리마가 대정익찬회의 이사를 하고 있던 것과 연관이 있다).
1941년 나고야 긴코군(현재의 주니치 드래곤스와는 무관하다)과 대등 합병하여 다이요군(大洋軍, 현재의 요코하마 DeNA 베이스타스의 전신에 해당하는 다이요 웨일스와는 무관하다)을 결성했다(다이요군은 이후 1943년에 니시테쓰군으로 명칭을 바꾸는데, 니시테쓰군은 현재의 사이타마 세이부 라이온스의 전신에 해당하는 니시테쓰 클리퍼스와는 무관하다).
전후인 1946년에 프로 야구가 재개되자 전쟁 발발 이전 세네터스를 이끌었던 요코자와 형제가 중심이 되어 '세네터스'를 새롭게 결성했으나 경제적인 문제로 이듬해 '도큐 플라이어스'로 바뀌며 세네터스의 명칭이 소멸되었다.
2013년 7월 26일에서 7월 28일까지 3일간 사이타마 세이부 라이온스 주최 경기에서 이벤트였던 "라이온스 클래식 2013"에서 세이부 연선을 본거지로 했으며, 원류 기업 중 하나가 경영에 관여한 팀이라는 것을 연유로 세이부 선수들이 복각된 세네터스 유니폼을 착용하고 경기에 출전했다(상대는 오릭스 버팔로스).

## 팀의 특징
6대학 야구의 스타였던 가리타 히사노리와 메이지 대학의 에이스 노구치 아키라 등의 유력 선수들이 뛰었었다. 1936년의 내야진은 '세네터스 100만 달러의 내야진'이라는 평을 받기도 했다. 1939년에는 아키라의 동생인 노구치 지로가 입단하면서 투수력이 크게 상승하기도 했다.

## 역대 감독
- 요코자와 사부로(1936년 ~ 1937년 추계)
- 가리타 히사노리(1938년 춘계 ~ 1940년)

## 팀 성적·기록
- A클래스 : 3회(1937년 춘계, 1939년 ~ 1940년)
- B클래스 : 3회(1937년 추계 ~ 1938년 추계)
- 연속 A클래스 진입 최장 기록 : 2년 연속(1939년 ~ 1940년)
- 연속 B클래스 최장 기록 : 3분기 연속(1937년 추계 ~ 1938년 추계)
- 최다 승리 : 56승(1940년)
- 최다 패배 : 39패(1940년)
- 최다 무승부 : 10무(1940년)
- 최고 승률 : .589(1940년)
- 최저 승률 : .382(1938년 춘계)

## 기타 기록
- 최소 경기 차이 : 11경기(1938년 추계)
- 최대 경기 차이 : 18.5경기(1937년 추계)
- 최다 홈런 : 17개(1940년)
- 최소 홈런 : 2개(1936년 추계)
- 최고 타율 : .222(1938년 추계)
- 최저 타율 : .185(1936년 추계)
- 최고 평균 자책점 : 2.00(1940년)
- 최저 방어율 : 3.99(1938년 추계)

## 역대 홈구장
- 가미니구사 구장(1936년 ~ 1940년)

## 연도별 성적
| 연도        | 감독            | 순위 | 경기 | 승 | 패 | 무 | 승률 | 게임차 | 득점 | 실점 | 홈런 | 도루 | 타율 | 실책 | 방어율 |
| ----------- | --------------- | ---- | ---- | -- | -- | -- | ---- | ------ | ---- | ---- | ---- | ---- | ---- | ---- | ------ |
| 1936년      | 요코자와 사부로 | *    | 46   | 26 | 20 | 0  | .565 | *      | 224  | 201  | 5    | 85   | .206 | 111  | 3.23   |
| 1937년 춘계 | 요코자와 사부로 | 3    | 56   | 30 | 26 | 0  | .536 | 12     | 206  | 192  | 4    | 73   | .206 | 125  | 2.55   |
| 1937년 추계 | 요코자와 사부로 | 5    | 48   | 20 | 27 | 1  | .426 | 18.5   | 175  | 228  | 13   | 70   | .200 | 98   | 3.61   |
| 1938년 춘계 | 가리타 히사노리 | 5    | 35   | 13 | 21 | 1  | .382 | 15.5   | 135  | 174  | 7    | 27   | .217 | 71   | 3.58   |
| 1938년 추계 | 가리타 히사노리 | 5    | 40   | 19 | 20 | 1  | .487 | 11     | 166  | 149  | 16   | 40   | .222 | 74   | 3.99   |
| 1939년      | 가리타 히사노리 | 4    | 96   | 49 | 38 | 9  | .563 | 14.5   | 290  | 287  | 12   | 87   | .203 | 158  | 2.21   |
| 1940년      | 가리타 히사노리 | 4    | 105  | 56 | 39 | 10 | .589 | 15.5   | 344  | 298  | 17   | 109  | .206 | 183  | 2.00   |